# Kenzo Takada
Kenzo Takada (Himeji, 27 de febrer de 1939 - 4 d'octubre de 2020) fou un dissenyador de moda japonès, fundador de la marca de roba Kenzo, una marca internacional de perfums, roba i productes per a la cura de la pell. Era el president d'honor en funcions de la Federació Asiàtica de la Costura.

## Biografia
Kenzo Takada era el cinquè de set fills, nascut a Himeji l'any 1939, a la prefectura de Hyogo (Japó). Creixerà a càrrec del seu pare, a prop del castell d'Himeji, un dels més antics del Japó, seguint les lectures de les revistes de moda de les seves germanes i envejant les classes de tall i confecció que elles rebien. Ell els feia els vestits per a les seves nines.
El 1957, davant la insistència dels seus pares, es matricula a la Universitat de Kobe per estudiar literatura. Decideix abandonar i anar a Tòquio, on el van admetre a la reconeguda escola de moda Bunka Gauken, on va estudiar durant tres anys després d'un gran esforç treballant de venedor de tofu per poder pagar-se l'allotjament i rebre classes nocturnes per a la prova d'ingrés.
El 1960 guanya el primer premi de la revista de moda Soen, coneguda com a plataforma de llançament per a joves dissenyadors. Aviat treballa com a dissenyador de roba per a adolescents a una botiga anomenada Sanai.
El 1964 accepta una oferta de 350.000 iens japonesos per abandonar l'edifici on viu, perquè està programat per ser demolit per als Jocs Olímpics d'estiu. Amb els beneficis de la decisió, compra un bitllet de vaixell d'anada a Europa. Al novembre, s'embarca en el paquebot Cambodge à Yokohama. El viatge de sis setmanes, amb escales a mitja dotzena de ports llunyans, tindrà una forta influència a la seva estètica de disseny.
Abans d'establir-se a Paris el cap d'any de 1965, passa per Milà, Venècia, Roma, Múnic, Madrid i Londres. Passa els seus dies passejant per les ciutats observant a la gent, els llocs i la moda.
Va començar mostrant el seu treball per Courrèges i aquest va ser la inspiració per a una sèrie de trenta dissenys que va fer, cinc de les quals van ser acceptades pel dissenyador Louis Feraud. Amb el temps també és contractat per Pierre Cardin. Paral·lelament va treballar per a diversos grans magatzems, el grup tèxtil Pisanti i el grup Relacions Tèxtils, on es fa amic de dos compatriotes, Atsuko Ansai i Atsuko Kondo, que col·laboraran amb ell durant anys.
Kenzo troba un espai en una galeria de botigues anomenada la "Galerie Vivienne" i serà el 1970 quan realitzarà el seu primer espectacle a la seva botiga, "Jungle Jap".

### Carrera
Abans no va realitzar la roba que ell desitjava va haver d'esperar uns quants anys. Però amb la seva arribada a París i l'obertura de la seva pròpia botiga "Jungle Jap", va tenir la possibilitat de dissenyar la seva primera col·lecció a base de cotó japonès de colors vius. Avui en dia l'imperi de Kenzo disposa de vint-i-cinc botigues obertes i situades a les millors capitals del món.
Després d'haver triomfat a la capital francesa, l'any 1976 rep el premi dels editors de moda del "Club of Japan" i l'aprovació per part dels dissenyadors del seu país. És llavors quan l'any 1983 llança la col·lecció masculina i obre la seva primera botiga a Nova York. Després, amb el temps, anirà ampliant tota la seva feina fins a arribar a llençar la primera línia de roba per la llar, nens i perfums. El 19 de novembre rep per part del ministre francès el títol de Cavaller de l'Orde de les Arts i les Lletres. Kenzo arriba al punt en què la seva fama és tan gran en el seu país natal com a París. Així que decideix realitzar una desfilada al castell japonès on van participar-hi més de quatre-cents models davant d'un públic de vint mil persones. Considera que és una de les passarel·les més emocionants de la seva carrera.
El 1988, la línia de perfum per dones va començar amb "Kenzo de Kenzo", "Parfum d'été", "Le monde est beau" i "L'eau par Kenzo". La primera fragància per homes va ser "Kenzo pour Homme" en el 1991, i en el 2000 es va llançar "Flower by Kenzo" que va esdevenir una fragància insígnia de la marca Kenzo Parfums. El 2001, una línia de cura de la pell, també es va posar en marxa: "KenzoKI".

### Retirada
Responsable d'una nova forma d'entendre el prêt-à-porter, per al japonès, vestir les seves creacions suposava sortir de la quotidianitat per "entrar en un somni".
Després de diversos anys posant cap per avall la passarel·la, el 1993 el grup Louis Vuitton - Moët Hennesy (LVMH) va adquirir la firma. En una entrevista, Takada es lamentava i assegurava que "en el passat, era fàcil distingir quines peces eren de cada marca. Avui ja no és així". Potser aquesta nova forma de crear i consumir moda, marcada per la globalització i la lliure circulació de les estètiques, va ser la que va empènyer al dissenyador japonès a desprendre's de la seva marca i a abandonar la moda el 1999.
Després de la seva marxa, el dissenyador italià Antonio Marras va ser l'encarregat de posar-se al capdavant de Kenzo. Ho va fer durant gairebé deu temporades fins que els creadors de la marca Opening Ceremony (una botiga multimarca inaugurada a Nova York el 2002 i que també comptava amb dissenys propis), Carol Lim i Humberto Leon, van ser designats per LVMH per intentar revitalitzar Kenzo. El duet creatiu, amics des de la infància, van ser una bona opció per integrar l'esperit oriental i el pragmatisme urbà. En només dues temporades van retornar el seu prêt-à-porter a les voreres de les ciutats de tot el món, convertint els dissenys de Kenzo en un referent per a qualsevol persona atenta a les tendències, i tornar a la marca fundada per Takada el seu esperit colorista, arriscat i, sobretot, somiador.
El 4 d'octubre de 2020 va fallir degut al SARS-CoV-2.

## Concepte
Una de les característiques que defineix més les peces de l'estil de Kenzo és per l'explosió de colors i les formes asimètriques. Utilitza colors vius, forts i alegres i sobretot, la gamma de verds, grocs i blaus. Això ho reflecteix a la seva filosofia de creació: “Com que falta color a la vida, jo el poso a les peces de les meves col·leccions”. És reconegut també per la seva manera tan particular de trencar els esquemes en el món de la moda, sobretot en aquell moment en què Paris es parlava de costura clàssica i apagada.

## Fragàncies

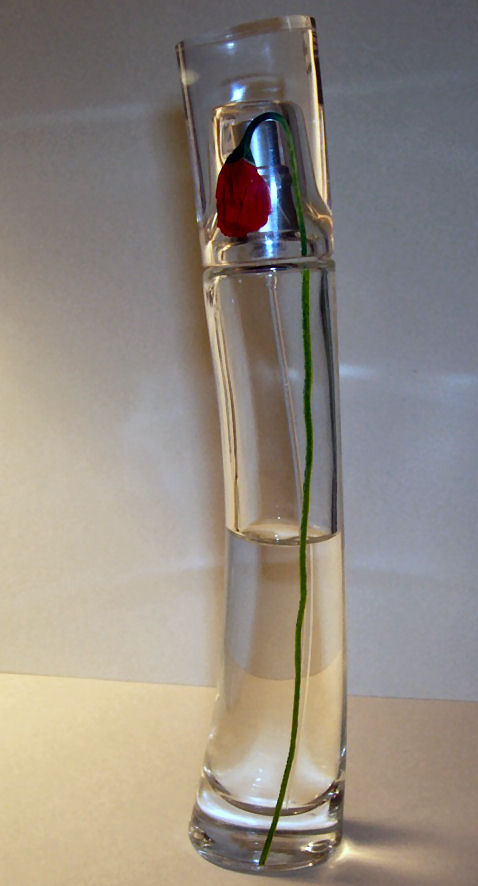
Perfum "Kenzo"

Dona
- Flower by Kenzo
- Flower in the air
- Flower tag
- Coleur Kenzo
- L'eau 2 Kenzo
- Madly Kenzo
- Kenzo Amour
- L'eau par Kenzo
- Le monde est beau
- Kenzo jungle
- Parfum d'ete
- Ça sent beau

Home
- Kenzo homme night
- Kenzo homme
- Kenzo Homme sport
- Kenzo homme boise
- Kenzo power
- L'eau 2 Kenzo
- L'eau par Kenzo
- Kenzo jungle homme[10]

## Cronologia
- 1970: El dissenyador japonès comença a vendre les seves peces per a dona confeccionades manualment a la botiga "Jungle Jap" de París.
- 1976: S'inaugura la primera botiga pròpia de la firma Kenzo, també a París, concretament al número 3 de la plaça de la Victòria.
- 1983: Llançament de la primera col·lecció de prêt-à-porter masculí.
- 1987: Es posen a la venda les col·leccions de nen i de roba per a la llar.
- 1988: La firma s'introdueix al mercat dels perfums.
- 1993: El grup LVMH aconsegueix el control de la marca.
- 1999: En el seu trenta aniversari, el dissenyador decideix retirar-se i cedir el control creatiu.
- 2003: Antonio Marras és designat director creatiu.
- 2011: Els creadors d'Opening Ceremony, Carol Lim I Humbert Leon, esdevenen directors creatius de Kenzo.
- 2012: L'artista Juan Gatti dirigeix la campanya de publicitat de Kenzo i idea diversos estampats per a algunes peces.
- 2013: La firma crea una edició especial de sabatilles per a la marca Vans. L'actriu japonesa Rinko Kikuchi, que ja havia estat imatge entre altres marques com Miu Miu o Chanel, és una de les protagonistes de la campanya tardor-hivern 2013.
- 2014: El director de cinema de culte David Lynch crea l'escenografia i la banda sonora de la desfilada tardor-hivern 2014/2015 de la marca.